# August Conrady
August Conrady (Wiesbaden, 1864. április 24. – Lipcse, 1925. június 4.; kínai neve pinjin hangsúlyjelekkel: Kǒng Hǎogǔ; magyar népszerű: Kung Hao-ku; kínaiul: 孔好古) német sinológus, a Lipcsei Egyetem professzora.

## Élete és munkássága
August Conrady egyetemi tanulmányait Würzburgban folytatta, klasszika-filológiát és összehasonlító nyelvészetet tanult. Mindezek mellett a szanszkrit, a tibeti és a kínai nyelvet is tanulmányozta, elsajátította. 1891-ben a Lipcsei Egyetemen habilitált, ahol 1896-ban professzorrá nevezték ki. Diákjai között olyan, a következő nemzedék kiváló sinológusai voltak, mint a cseh Gustav Haloun, a kínai Lin Jü-tang, a német Bruno Schindler, valamint veje, egyben utódja a lipcsei kínai fakultás élén: Eduard Erkes.
1916-ban adta elő nagy jelentőségű elméletét az ausztonéz és a sino-tibeti nyelvek kapcsolatáról.

## Főbb művei
- Das Newâri. Grammatik und Sprachproben, 1891
- Fünfzehn Blätter einer nepalesischen Palmblatt-Handschrift des Nārada, Disszertáció, 1891
- Das Hariçcandranṛityam. Ein altnepalesisches Tanzspiel, 1891
- Die Geschichte der Siamesen, 1893
- Eine Indo-Chinesische causative-Denominativ-Bildung und ihr Zusammenhang mit den Tonaccenten, 1896
- Acht Monate in Peking. Eindrücke und Studien aus der Zeit der chinesischen Wirren, 1905